# Littleton (Maine)
Littleton es un pueblo ubicado en el condado de Aroostook en el estado estadounidense de Maine. En el Censo de 2010 tenía una población de 1.068 habitantes y una densidad poblacional de 10,7 personas por km².

## Geografía
Littleton se encuentra ubicado en las coordenadas 46°14′9″N 67°50′36″O / 46.23583, -67.84333. Según la Oficina del Censo de los Estados Unidos, Littleton tiene una superficie total de 99.85 km², de la cual 99.36 km² corresponden a tierra firme y (0.5%) 0.49 km² es agua.

## Demografía
Según el censo de 2010, había 1.068 personas residiendo en Littleton. La densidad de población era de 10,7 hab./km². De los 1.068 habitantes, Littleton estaba compuesto por el 91.67% blancos, el 0.28% eran afroamericanos, el 6.65% eran amerindios, el 0% eran asiáticos, el 0% eran isleños del Pacífico, el 0.09% eran de otras razas y el 1.31% pertenecían a dos o más razas. Del total de la población el 1.59% eran hispanos o latinos de cualquier raza.